# ハンス・イェリネク
ハンス・イェリネク（Hanns Jelinek, 1901年12月5日 - 1969年1月27日）は、オーストリアの作曲家。

## 経歴
1901年、ウィーン生まれ。ウィーン国立音楽大学でアルノルト・シェーンベルクとアルバン・ベルクに師事し、作曲・対位法・和声を学んだ。
音楽大学を中退後はフリーランスの作曲家として活動し、バーや映画館のピアニストをしつつ「ハンス・エリン」(Hanns Elin) のペンネームで軽音楽や流行歌を書いた。1958年にウィーン国立音楽大学の教職につき、1965年に教授となった。

## 作曲作品
作品はオペレッタ、管弦楽曲、歌曲、映画音楽など多数あるが、シェーンベルクの影響から十二音技法で書かれたものが多い。

### 作品
- ピアノのための12音作品、作品15
- 弦楽のためのコンチェルティーノ
- 弦楽オーケストラのための組曲
- 短い交響曲
- クラリネット・ピアノとオーケストラのためのファンタジー
- 室内オーケストラのための前奏曲とフーガ
- ピアノと室内楽のための十二音作品
- オペレッタ「カリグラ坊や」
- 「トゥー・ブルー・オーズ」作品31